# Le Plessis-Macé
Le Plessis-Macé is een plaats en voormalige gemeente in het Franse departement Maine-et-Loire in de regio Pays de la Loire. De plaats maakt deel uit van het arrondissement Angers.

## Geschiedenis
De gemeente maakt sinds 22 maart 2015 deel uit van het kanton Angers-4 toen het kanton kanton Angers-Nord, waar de gemeente onder viel, werd opgeheven. Op 1 januari 2016 fuseerden La Meignanne, La Membrolle-sur-Longuenée, Le Plessis-Macé en Pruillé tot de commune nouvelle Longuenée-en-Anjou.

## Geografie
De oppervlakte van Le Plessis-Macé bedraagt 8,0 km², de bevolkingsdichtheid is 118,8 inwoners per km².
De onderstaande kaart toont de ligging van Le Plessis-Macé met de belangrijkste infrastructuur en aangrenzende gemeenten.

## Demografie
Onderstaande figuur toont het verloop van het inwonertal.
La Meignanne · La Membrolle-sur-Longuenée · Le Plessis-Macé · Pruillé